# ウインドフィールズファーム
ウインドフィールズファーム（Windfields Farm）はカナダ・オンタリオ州オシャワに所在していた競走馬生産牧場。エドワード・プランケット・テイラーによって創設された。ノーザンダンサー(Northern Dancer)、ニジンスキー(Nijinsky)などを生産し、1960年代から1980年代にかけて、競走馬の生産・流通について世界的に影響を与えた。牧場名はテイラーが馬主として初期に所有したブリーダーズステークス優勝馬ウインドフィールズ(Windfields)に由来する。

## 概要
1950年、マクローリン自動車創業者サム・マクローリンが所有していた牧場・パークウッドステーブルをエドワード・プランケット・テイラーが買収し、ナショナルスタッドを創業する。その後エドワードは同場を売却し、オシャワで新たに土地を購入してウインドフィールズファームを開いた。以降、カナダ年度代表馬を受賞したニアークティック(Nearctic)、ヴィクトリアパーク(Victoria Park)をはじめとして活躍馬を次々と生産し、1961年にはカナダ産馬として初めてアメリカのクラシック競走を制し、史上有数の種牡馬となるノーザンダンサーを生産する。その産駒の活躍により牧場は急速に規模を拡大し、ノーザンダンサー産駒を対象として投機的に発生した空前の競走馬価格高騰にも押され、ウインドフィールズファームは北米で最大規模の牧場となった。
しかし1980年にエドワードが経営から退き、1989年に死去。その後を継いでいた息子のチャールズも1997年に死去すると、エドワードの晩年より規模の縮小を始めていた牧場経営は、チャールズの未亡人ノリーンと妹のジュディスに引き継がれる。以降、ウインドフィールズファームは急速に縮小されていき、アメリカのメリーランド州に設けられていた分場は売却され、2000年代に入り本場も大部分が売却された。地所の南東部は2003年に創設されたオンタリオ工科大学の運動グラウンド・公園用地となり、東部は宅地変更され整地された。トロント郊外にあったエドワードの自宅跡も現在は映画学校の校舎として使用された。
一時は全場が売却されるのではないかとの憶測も流れながら、以後も大幅に規模を縮小しての経営が続けられていた。しかし2009年11月のキーンランド・ノベンバーセールへの参加を最後に閉場が決定した。歴代の生産馬が埋葬されている墓地は公園として一般公開されている。

## 主な生産馬
※競走成績等、詳細については各馬の項を参照。

### 本場生産馬
- カナディアナ/Canadiana
- ニアークティック/Nearctic
- ヴィクトリアパーク/Victoria Park
- フレーミングペイジ/Flaming Page
- ノーザンダンサー/Northern Dancer
- ニジンスキー/Nijinsky
- ヴァイスリージェント/Vice Regent
- ストームバード/Storm Bird
- ザミンストレル/The Minstrel
- ニュープロヴィデンス/en:New Providence
- セクレト/Secreto
- グローリアスソング/en:Glorious Song
- セイントバラッド/Saint Ballado
- パシフィカス/Pacificus

### メリーランド分場生産馬
- サザンヘイロー/Southern Halo
- デヴィルズバッグ/Devil's Bag

## 受賞
- エクリプス賞最優秀生産者2回（1977年、1983年）